# Tourist Zone
Tourist Zone — дебютный студийный альбом украинского музыкального коллектива «Lюk», вышедший в 2003 году. Диск записан в 2001 году на харьковской студии «M.A.R.T» и представлен публике в живом исполнении в январе 2002 года. Релиз пластинки состоялся только в 2003 году на лейбле Partija Records, после того как две композиции группы вошли в очередной выпуск сборника «Лёгкое лето», выпущенного в августе 2002 года звукозаписывающей компанией «Снегири-музыка». Для радиостанций были записаны специальные версии песен «Катя» (для России) и «Тi Вi» (для Украины).

## Об альбоме
В основу Tourist Zone легло музыкальное сопровождение к мюзиклу Merry Christmas, Jesus Christ («Счастливого рождества, Иисус Христос») харьковского театра-студии «Арабески»; каждая композиция посвящена определённой сцене действия в спектакле. Тексты всех песен написаны украинским поэтом Сергеем Жаданом; большая часть музыки была создана музыкантами группы «Lюk» до начала работы над проектом, оставшуюся часть они сочинили специально. Две композиции («Саламандри» и «Вона ще не В») были записаны с вокалистом львовской группы «Мертвий Півень» Михайло Барбарой, который играл главную роль в мюзикле; другие две («Хоп» и «Катя») — с Андреем Запорожцем.
В 2006 году альбом был ремастерирован и переиздан с одним бонус-треком «Білі ведмеді» и видеоклипом «Сахалін».

## Отзывы
Юрко Зелений в рецензии на сайте «ФДР» написал, что музыка Tourist Zone воспринимается как самостоятельное произведение, вне зависимости от спектакля, который она сопровождает, так что «невозможно однозначно утверждать, что на что больше влияло: сюжетная нить вносила изменения в музыку, или звуковая дорожка <…> приводила к подгонке сценария». Он также отметил, что песни на альбоме написаны не по законам создания шлягеров и, хотя «Тi Вi» и «Катя» были выпущены на радио, другие композиции, такие как «Вона ще не В» и «Хоп», не уступают им в хитовости, однако формат современных телеканалов и радиостанций не позволяет им занять место в плей-листе.
Владимир Боровой из журнала «TimeOut Москва» назвал пластинку «цельной, энергичной и очень драйвовой», несмотря на перегруженность аранжировок и наличие в песнях библиотечных семплов; по его мнению, ей могли бы позавидовать музыканты, ещё не выпустившие альбом. Он отметил стилевое многообразие диска и рекомендовал слушателям «не сопротивляться искристому очарованию альбома».

## Список композиций
Все тексты написаны Сергеем Жаданом, вся музыка написана группой «Lюk».
| №   | Название                            | Длительность |
| --- | ----------------------------------- | ------------ |
| 1.  | «Тi Вi»                             | 3:35         |
| 2.  | «Цвинтар телевізорів»               | 3:28         |
| 3.  | «Саламандри» (с Михайло Барбарой)   | 4:08         |
| 4.  | «Майа»                              | 3:34         |
| 5.  | «Хоп» (с Sun)                       | 4:04         |
| 6.  | «Японська»                          | 1:42         |
| 7.  | «Японська (Remix)»                  | 2:12         |
| 8.  | «Мама-кока»                         | 3:41         |
| 9.  | «Народження»                        | 6:39         |
| 10. | «Вона ще не В» (с Михайло Барбарой) | 3:44         |
| 11. | «Куба»                              | 2:43         |
| 12. | «Катя» (с Sun)                      | 3:44         |
| 13. | «Планетарий»                        | 2:35         |
| 14. | «Майа (Remix)»                      | 2:10         |

| №   | Название                                         | Длительность |
| --- | ------------------------------------------------ | ------------ |
| 15. | «Пісня про срібні виделки (Remix by DJ Mawrick)» | 5:14         |

| №   | Название          | Длительность |
| --- | ----------------- | ------------ |
| 15. | «Білі ведмеді»    | 3:18         |
| 16. | «Сахалін» (видео) |              |

## Участники записи
- Ольга Герасимова — вокал
- Михайло Барбара — вокал на треке № 3
- Андрей Запорожец — вокал на треках № 5 и 11
- Дед Мороз — бас
- Крот — ударные
- Валентин Панюта — гитара
- Олег Сердюк — клавишные
- Сергей Кондратьев — запись